# Vålberga

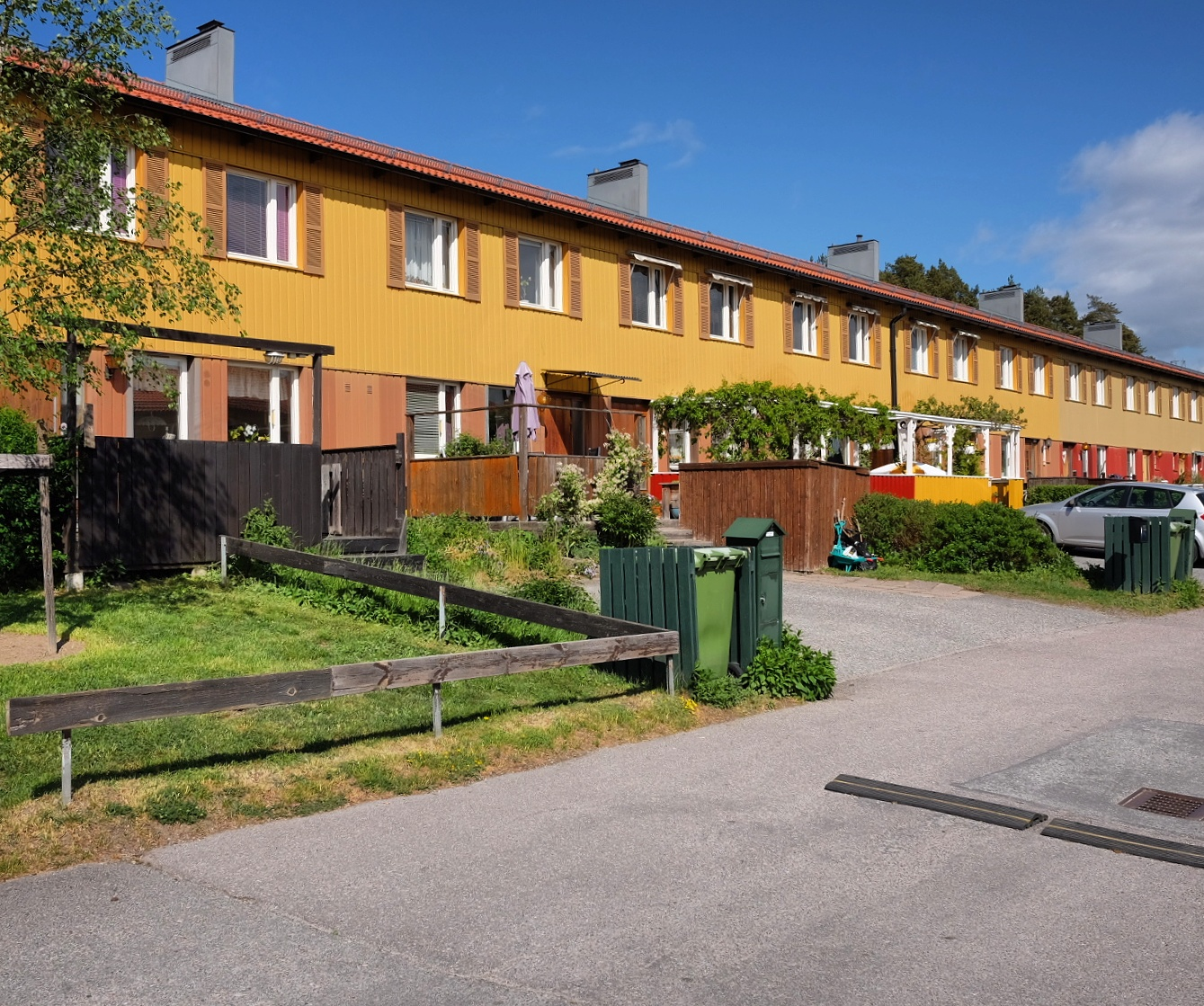
Radhus från området Flygarvägen/Vålbergavägen.

Vålberga är ett bostadsområde i kommundelen Barkarby-Skälby i Järfälla kommun, Stockholms län, beläget söder om Barkarby. Det ingår i sin helhet i tätorten Stockholm.
Området uppfördes ungefär 1963 och består för mestadels av radhus. I Vålberga finns det flera radhuslängor, en lägenhetsbyggnad och en bollplan.

## Vålberga gård
Vålberga är uppkallat efter en gård som fanns där innan området började byggas. Namnet "Vålberga" omnämns tidigast på 1400-talet. Huvudbyggnaden låg ungefär där den nuvarande parkleken är belägen. På gården fanns även en arbetarbostad som revs omkring 2015. Huvudbyggnaden, som hade funnits sedan 1800-talet, revs ungefär 1965/66.